# Acrospelion
Acrospelion, monotipski biljni rod iz porodice travovki. Jedini predstavnik je  trajnica A. distichophyllum, raširena od srednje Europe do Balkana.

## Sinonimi
- Aira halleri Honck.
- Avena brevifolia Host
- Avena disticha Lam.
- Avena distichophylla Vill.
- Trisetaria brevifolia (Host) Baumg.
- Trisetaria distichophylla (Vill.) Paunero
- Trisetaria distichophylla subsp. brevifolia (Host) Banfi & Soldano
- Trisetum albanicum Jáv.
- Trisetum brevifolium (Host) Roem. & Schult.
- Trisetum distichophyllum (Vill.) P.Beauv.
- Trisetum distichophyllum subsp. brevifolium (Host) Pignatti